# Geochang
Geochang (Geochang-gun, âm Hán Việt: Cư Xương quận) là một huyện ở tỉnh Gyeongsang Nam, Hàn Quốc. Huyện này có diện tích 804,09 km², dân số năm 2002 là 67.224 người.

## Khí hậu
| Dữ liệu khí hậu của Geochang             | Dữ liệu khí hậu của Geochang | Dữ liệu khí hậu của Geochang | Dữ liệu khí hậu của Geochang | Dữ liệu khí hậu của Geochang | Dữ liệu khí hậu của Geochang | Dữ liệu khí hậu của Geochang | Dữ liệu khí hậu của Geochang | Dữ liệu khí hậu của Geochang | Dữ liệu khí hậu của Geochang | Dữ liệu khí hậu của Geochang | Dữ liệu khí hậu của Geochang | Dữ liệu khí hậu của Geochang | Dữ liệu khí hậu của Geochang |
| Tháng                                    | 1                            | 2                            | 3                            | 4                            | 5                            | 6                            | 7                            | 8                            | 9                            | 10                           | 11                           | 12                           | Năm                          |
| ---------------------------------------- | ---------------------------- | ---------------------------- | ---------------------------- | ---------------------------- | ---------------------------- | ---------------------------- | ---------------------------- | ---------------------------- | ---------------------------- | ---------------------------- | ---------------------------- | ---------------------------- | ---------------------------- |
| Trung bình ngày tối đa °C (°F)           | 5.0 (41.0)                   | 7.5 (45.5)                   | 12.7 (54.9)                  | 19.6 (67.3)                  | 24.2 (75.6)                  | 27.2 (81.0)                  | 29.3 (84.7)                  | 29.8 (85.6)                  | 25.8 (78.4)                  | 21.0 (69.8)                  | 14.0 (57.2)                  | 7.7 (45.9)                   | 18.7 (65.7)                  |
| Trung bình ngày °C (°F)                  | −1.7 (28.9)                  | 0.5 (32.9)                   | 5.4 (41.7)                   | 11.8 (53.2)                  | 16.7 (62.1)                  | 20.9 (69.6)                  | 24.0 (75.2)                  | 24.2 (75.6)                  | 19.2 (66.6)                  | 12.5 (54.5)                  | 6.1 (43.0)                   | 0.4 (32.7)                   | 11.7 (53.1)                  |
| Tối thiểu trung bình ngày °C (°F)        | −7.5 (18.5)                  | −5.6 (21.9)                  | −1.1 (30.0)                  | 4.3 (39.7)                   | 9.6 (49.3)                   | 15.3 (59.5)                  | 20.0 (68.0)                  | 20.2 (68.4)                  | 14.2 (57.6)                  | 6.1 (43.0)                   | −0.3 (31.5)                  | −5.6 (21.9)                  | 5.8 (42.4)                   |
| Lượng Giáng thủy trung bình mm (inches)  | 27.9 (1.10)                  | 37.5 (1.48)                  | 55.1 (2.17)                  | 75.4 (2.97)                  | 94.9 (3.74)                  | 174.2 (6.86)                 | 301.4 (11.87)                | 284.8 (11.21)                | 166.0 (6.54)                 | 44.3 (1.74)                  | 35.9 (1.41)                  | 19.2 (0.76)                  | 1.316,8 (51.84)              |
| Số ngày giáng thủy trung bình (≥ 0.1 mm) | 5.5                          | 5.7                          | 7.3                          | 8.0                          | 8.4                          | 9.7                          | 14.6                         | 13.5                         | 8.3                          | 5.2                          | 6.2                          | 4.9                          | 97.3                         |
| Độ ẩm tương đối trung bình (%)           | 64.7                         | 63.0                         | 61.9                         | 60.7                         | 66.2                         | 72.0                         | 79.3                         | 79.4                         | 77.6                         | 72.8                         | 69.3                         | 67.0                         | 69.5                         |
| Số giờ nắng trung bình tháng             | 193.1                        | 191.9                        | 216.3                        | 233.1                        | 244.2                        | 203.3                        | 176.6                        | 183.0                        | 172.0                        | 200.7                        | 174.6                        | 182.4                        | 2.373,7                      |
| Nguồn:                                   |                              |                              |                              |                              |                              |                              |                              |                              |                              |                              |                              |                              |                              |